# 达尔马多姆
达尔马多姆（Dharmadom），是印度喀拉拉邦Kannur县的一个城镇。总人口29169（2001年）。

## 人口
该地2001年总人口29169人，其中男性13759人，女性15410人；0—6岁人口2757人，其中男1396人，女1361人；识字率87.03%，其中男性为87.75%，女性为86.38%。